# Jüdischer Friedhof (Rokytnice v Orlických horách)
Koordinaten: 50° 9′ 44,1″ N, 16° 28′ 9,2″ O

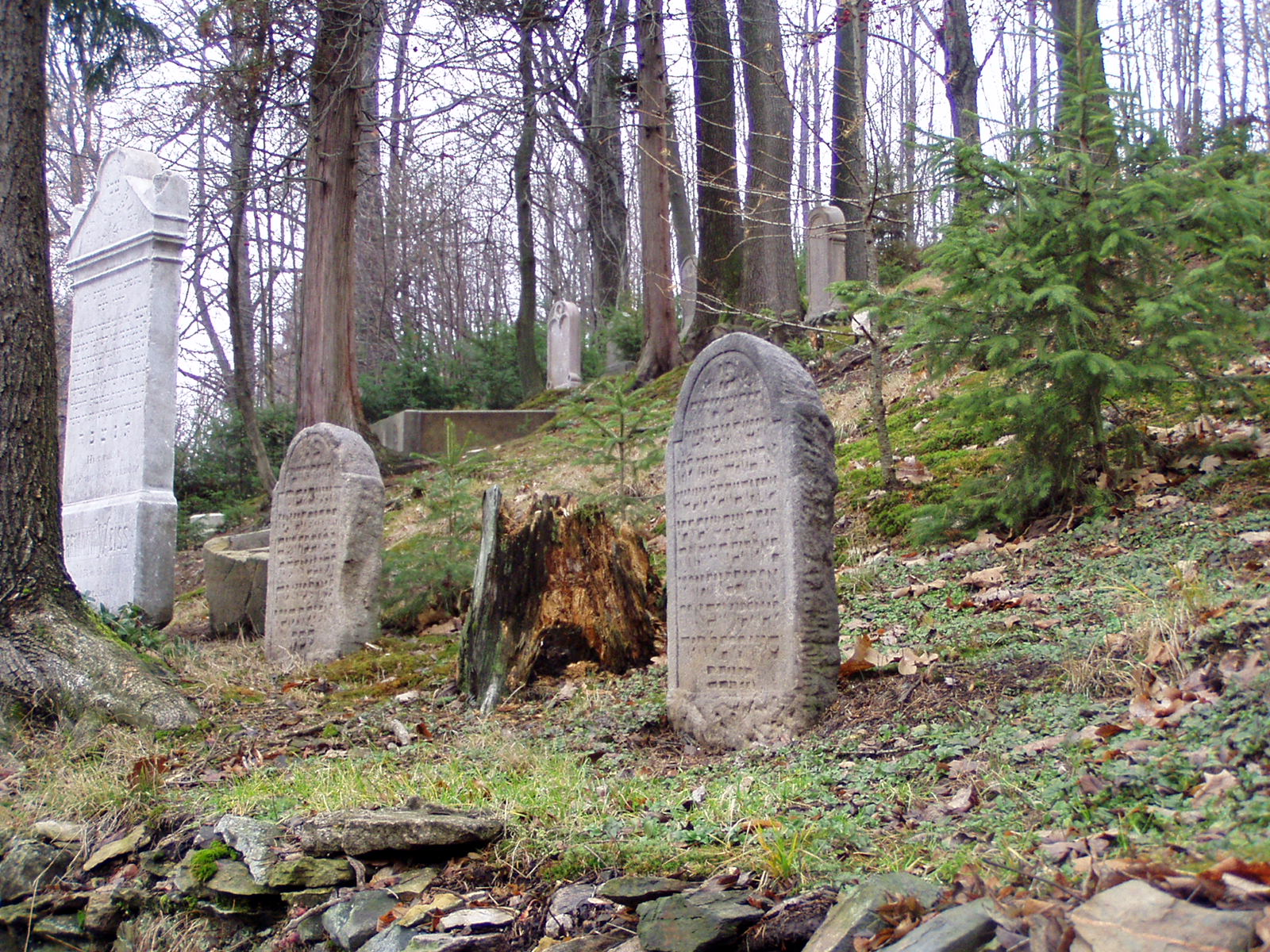
Jüdischer Friedhof in Rokytnice v Orlických horách

Der Jüdische Friedhof in Rokytnice v Orlických horách (deutsch Rokitnitz im Adlergebirge), einer Stadt im Královéhradecký kraj in Tschechien, wurde 1718 angelegt. Der jüdische Friedhof ist seit 1994 ein geschütztes Kulturdenkmal.
Der Friedhof wurde während des Zweiten Weltkriegs zum größten Teil zerstört. Die Grabsteine wurden z. B. als Pflasterung der Innenhöfe im Stadtzentrum verwendet.